# Laichingen
Laichingen est une ville de Bade-Wurtemberg (Allemagne), située dans l'arrondissement d'Alb-Danube, dans la région Donau-Iller, dans le district de Tübingen. Elle se trouve à environ 25 kilomètres d'Ulm.

## Jumelage
Laichingen est jumelée avec Ducey depuis le 10 may 1986. Le jumelage se concrétise entre autres par des échanges culturels entre jeunes des deux villes.